# Falcon Heavy
Die Falcon Heavy ist eine Schwerlast-Trägerrakete des US-amerikanischen Herstellers SpaceX. Sie besteht aus drei modifizierten, wiederverwendbaren Erststufen der Rakete Falcon 9 sowie einer Falcon-9-Zweitstufe. Der erste Testflug eines Prototyps fand am 6. Februar 2018 statt, der erste kommerzielle Einsatz im April 2019 (jeweils MESZ).
Mit einer Transportkapazität von bis zu 63,8 Tonnen ist die Falcon Heavy nach dem Space Launch System von Boeing die zweitstärkste im Einsatz stehende Trägerrakete. Zudem ist sie die stärkste auf dem Markt verfügbare Rakete, da das SLS wegen seines exorbitanten Preises nur für einzelne NASA-Raumfahrtmissionen hergestellt wird. Entgegen ursprünglichen Planungen wird die Falcon Heavy ausschließlich für unbemannte Missionen verwendet.

## Einsatzprofile

### Erdumlaufbahn
Die Falcon Heavy kann schwere Satelliten in eine Erdumlaufbahn transportieren – im Gegensatz zur Falcon 9 auch direkt in eine geostationäre Bahn. Für eine niedrige Erdumlaufbahn (LEO) gibt SpaceX die maximale Nutzlast mit 63.800 kg an, für einen Geotransfer-Orbit (GTO) mit 26.700 kg. Wenn die beiden Seitenbooster und ggf. die zentrale Erststufe geborgen werden sollen, sinkt die maximale Nutzlast, weil nicht die volle Brenndauer der Stufe ausgenutzt werden kann.
Ein besonders lukrativer Markt ist der Start von US-amerikanischen Militär- und Geheimdienstsatelliten. Mit ihrem ersten Flug qualifizierte sich die Falcon Heavy für die Teilnahme an entsprechenden Ausschreibungen und mit dem dritten Flug im Juni 2019 für die Ausführung der seitdem gewonnenen Startaufträge.

### Zu anderen Himmelskörpern
Die Falcon Heavy kann Raumsonden auf den Weg zu anderen Himmelskörpern bringen. Für eine Mission zum Mars wird die maximale Nutzlast mit 16.800 kg angegeben Aufgrund der drei erfolgreichen ersten Flüge und nach einem zusätzlichen Audit erhielt die Rakete 2023 die Freigabe zum Transport großer NASA-Raumsonden. Bereits erfolgt sind der Start der Asteroidensonde Psyche und der Jupitersonde Europa Clipper; geplant sind Starts zweier schwerer Astrobotic-Mondlander. Im Rahmen des Artemis-Programms soll die Falcon Heavy auch die Mond-Raumstation LOP-G und deren Versorgungsraumschiff Dragon XL ins All bringen. Die NASA ist damit der bedeutendste Auftraggeber von Falcon-Heavy-Starts.
Missionen zur Marsoberfläche waren unter der Bezeichnung Red Dragon mit unbemannten Dragon-2-Raumschiffen geplant; der erste Start hätte frühestens 2020 erfolgen sollen. Dies wurde jedoch zugunsten des in Entwicklung befindlichen Starship verworfen, das besser für diesen Zweck geeignet sei.

### Weltraumtourismus
Zeitweise war auch im Gespräch, die Falcon Heavy für bemannte Dragon-2-Flüge einzusetzen. So sollte mit zwei Weltraumtouristen, deren Namen damals nicht veröffentlicht wurden (darunter der japanische Unternehmer Yusaku Maezawa), eine Mondumrundung durchgeführt werden. Als Starttermin wurde Ende 2018 angekündigt. Am 5. Februar 2018, einen Tag vor dem Falcon-Heavy-Erstflug, gab der SpaceX-CEO Elon Musk bekannt, dass mit der Falcon Heavy keine bemannten Flüge mehr geplant sind. Maezawa wollte stattdessen mit dem Starship-Flug Dear Moon den Mond umrunden.

## Start- und Landeplätze
Als Hauptstartplatz für die Falcon Heavy verwendet SpaceX den Launch Complex 39A (LC-39A) des Kennedy Space Centers am Cape Canaveral in Florida. Er wurde 2014 für 20 Jahre gemietet. Die erforderlichen Umbauten wurden teilweise zwischen den dort erfolgten Starts der Falcon 9 durchgeführt. Vom LC-39A aus startete die Falcon Heavy am 6. Februar 2018 zu ihrem Erstflug.

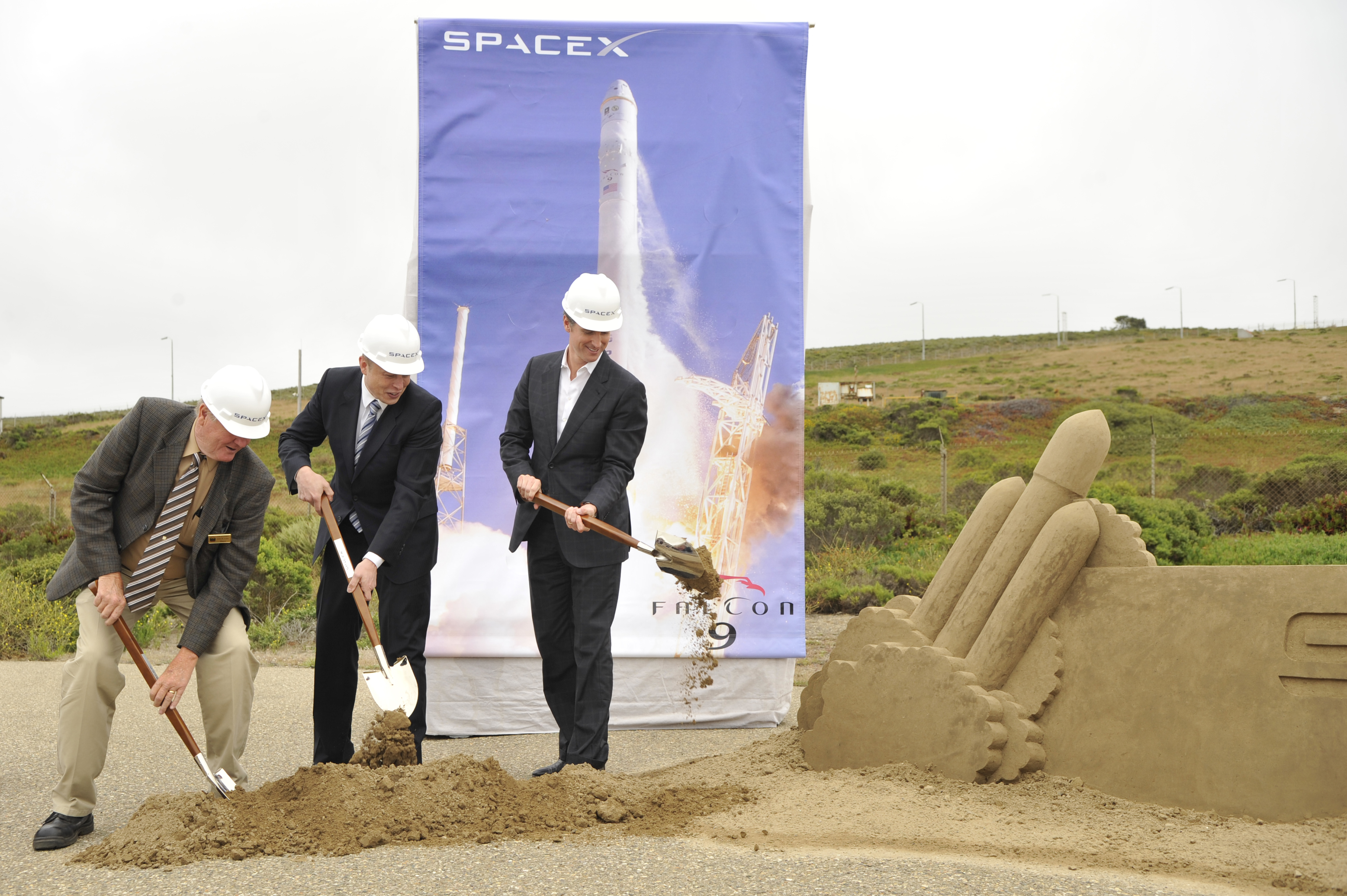
Erster Spatenstich der Umbauarbeiten am SLC-4E

15 km entfernt betreibt SpaceX den Landing Complex 1 mit dem Falcon-9-Landeplatz Landing Zone 1 (LC-1). Um beide Booster der Falcon Heavy gleichzeitig landen zu können, wurde hier zusätzlich eine Landing Zone 2 (LZ2) angelegt.
Für polare Umlaufbahnen, die von Florida aus schwer erreichbar sind, begann SpaceX bereits 2011 mit dem Umbau des Space Launch Complex 4E (SLC-4E) auf der Vandenberg Space Force Base in Kalifornien, von dem aus früher Titan-IVB-Raketen gestartet waren. Ursprünglich sollte dort der Falcon-Heavy-Erstflug stattfinden. Stattdessen wird der SLC-4E nur für Falcon-9-Starts genutzt. Im April 2023 wurde bekannt, dass SpaceX den benachbarten Startkomplex 6 der Vandenberg SFB mieten wird, um von dort aus auch die Falcon Heavy von der US-Westküste starten zu können.
Zusätzlich war der Bau eines dritten Startplatzes auf der SpaceX South Texas Launch Site im Süden von Texas geplant. Er hätte 2016 in Betrieb gehen sollen. Boca Chica liegt zweieinhalb Breitengrade näher am Äquator als Cape Canaveral, was etwas größere Nutzlasten bei GTO-Missionen ermöglichen würde. Stattdessen wird dieses Gelände heute für Entwicklung und Test der neuen SpaceX-Rakete Starship und Super Heavy genutzt.
Für Wasserlandungen im Atlantik betreibt SpaceX zwei schwimmende Plattformen (Autonomous spaceport drone ship) an der US-Ostküste und eins an der Westküste.

## Entwicklung

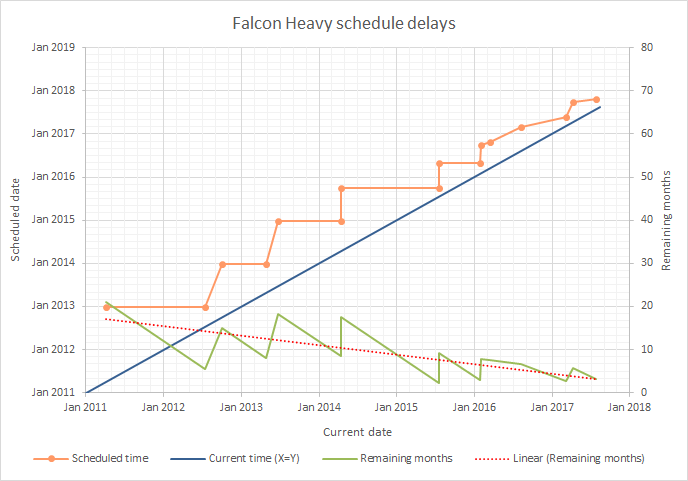
Verschiebungen des Erststarts der Falcon Heavy

Bereits 2005, als die Falcon 9 noch im frühen Entwicklungsstadium war, strebte SpaceX den Bau einer stärkeren Variante mit zwei zusätzlichen Boostern an. 2009 stellte Elon Musk einen Erstflug der Falcon Heavy für 2012 in Aussicht. Zwei Jahre später wurde ein Start für 2013 angekündigt, der sich jedoch wegen Verzögerungen in der Entwicklung Jahr für Jahr weiter verschob. Als Grund nannte Elon Musk die Komplexität des Projekts, die man stark unterschätzt habe. Der Wechsel von einem auf drei cores sei „schockierend kompliziert“ gewesen. „Wir waren in der Hinsicht ziemlich naiv.“
Während die Falcon 9 zu immer stärkeren Versionen weiterentwickelt wurde, vergrößerte sich auch die geplante Nutzlastkapazität der Falcon Heavy. 2006 veröffentlichte SpaceX erstmals Leistungsdaten und gab maximal 25 Tonnen Nutzlast für den Transport in eine niedrige Erdumlaufbahn an – etwas mehr, als seit 2015 mit der Falcon 9 v1.2 möglich ist. 2011 hatte sich diese Zahl auf 53 Tonnen erhöht. Im April 2016 stieg sie auf 54,4 Tonnen und im April 2017 weiter auf 63,8 Tonnen. Entsprechend stieg auch die Kapazität für den Transport in eine geostationäre Transferbahn.

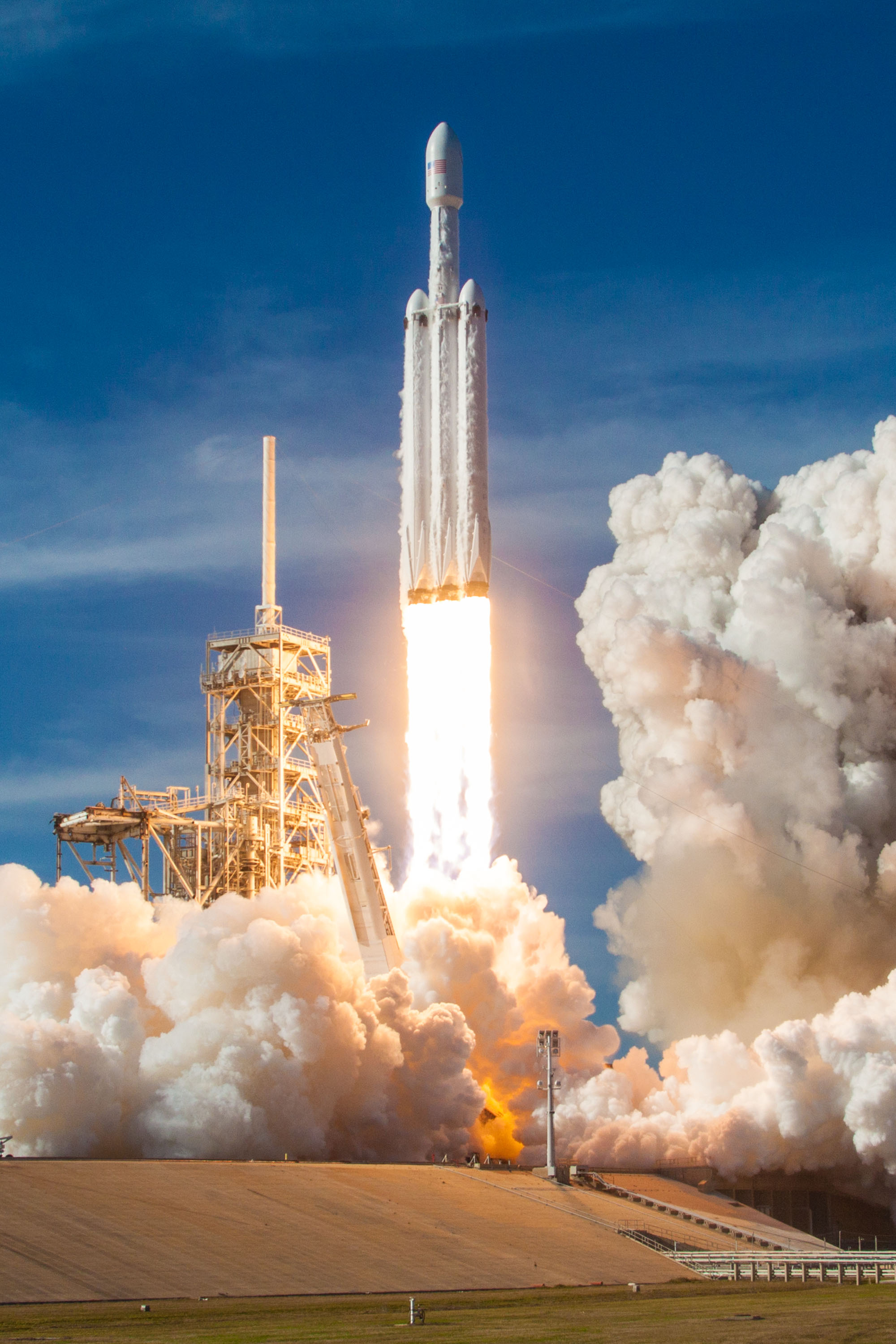
Erststart der Falcon Heavy am 6. Februar 2018

Im August 2017 war schließlich je ein Exemplar der Erststufe und beider Booster fertiggestellt, und die drei Komponenten wurden einzeln getestet. Der bei SpaceX übliche Triebwerkstest der fertigen Rakete fand am 24. Januar 2018 auf der Startrampe 39A statt. Am 6. Februar gelang von dort nach zwei Stunden witterungsbedingter Verzögerung der Erstflug. Als „Nutzlast“ wurde ein Tesla-Roadster-Elektroauto (Leergewicht etwa 1200 kg) aus dem Besitz von Elon Musk in eine Erde-Mars-Bahn um die Sonne gebracht. Die Entwicklungskosten für die Rakete bis zu diesem Zeitpunkt schätzte Elon Musk auf über 500 Mio. US-Dollar. Sie seien vollständig durch das Unternehmen finanziert worden, ohne staatliche Zuschüsse.

## Aufbau und Funktionsweise

Falcon Heavy (rechts) im Vergleich mit Falcon 1 (links) und Falcon 9

### Gesamtsystem
Die Falcon Heavy ist eine zweistufige Rakete mit zwei zusätzlichen Seitenboostern, die der ersten Stufe ähneln. Ihr Aufbau entspricht damit der 10–15 Jahre älteren Delta IV Heavy.
Die vier Teile der Falcon Heavy werden von insgesamt 28 Merlin-1D-Raketentriebwerken angetrieben. Alle Triebwerke sind mehrfach zündbar; hierzu wird ein hypergoles Gemisch aus Triethylaluminium und Triethylboran (sog. TEA-TEB) verwendet. Als Treibstoff kommt jeweils gekühltes RP-1 zum Einsatz, ein hochraffiniertes Kerosin. Als Oxidator dient extrem tiefgekühlter Flüssigsauerstoff mit einer Temperatur von etwa −207 °C. Diese Tiefkühlung des Sauerstoffs ist eine Besonderheit der Falcon-Raketen und mitentscheidend für deren Wiederverwendbarkeit, weil sie die Dichte des Sauerstoffs um etwa 8 Prozent erhöht. So kann zusätzlicher Treibstoff und Oxidator geladen werden, der für die Landung benötigt wird.
Eine weitere Besonderheit der Falcon-Raketen ist die vollkommen zerstörungsfreie Stufentrennung: Anders als bei herkömmlichen Raketen werden die Booster und die zweite Stufe nicht mit Sprengladungen, sondern durch pneumatische Vorrichtungen gelöst und weggestoßen. Dies vereinfacht die Wiederverwendung und ermöglicht einen Vorabtest der Trennvorrichtung.
Die erste gebaute und geflogene Falcon Heavy war ein Unikat. Sie basierte auf den Falcon-9-Versionen Block 3 und Block 4, während die endgültige, kommerziell eingesetzte Heavy-Rakete von der leistungsstärkeren Version Block 5 abgeleitet ist.

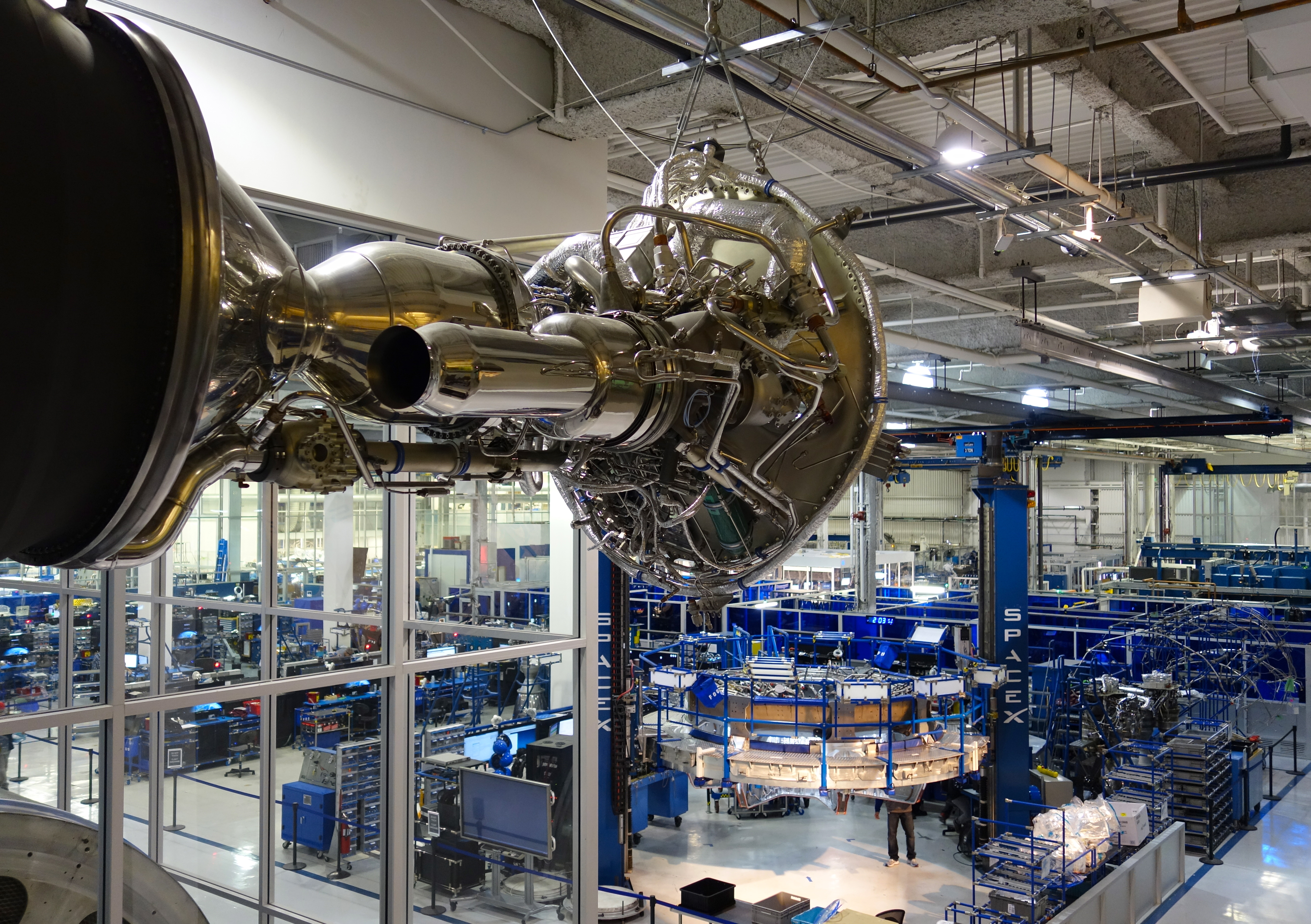
Eines der Triebwerke der ersten Falcon Heavy in der Montage

### Erste Stufe und Booster
Der untere Teil der Falcon Heavy besteht aus einer modifizierten Falcon-9-Erststufe, an der seitlich zwei weitere modifizierte Falcon-9-Erststufen befestigt sind. Die mittlere Komponente nennt SpaceX center core („zentraler Kern“) und die Seitenteile side cores („Seitenkerne“). Die Bezeichnungen „erste Stufe“ und „Booster“ werden hingegen unterschiedlich gebraucht. In diesem Artikel ist mit „Erststufe“ nur der center core gemeint und „Booster“ bezeichnet nur die side cores.
Die mittlere Einheit wurde laut Elon Musk „(fast) vollständig überarbeitet“ und strukturell verstärkt, um die von den Boostern ausgeübten Kräfte aufnehmen zu können. Jede der drei Komponenten verfügt – wie die Falcon-9-Erststufe – über einen Kranz von acht Triebwerken mit einem neunten Triebwerk in der Mitte; SpaceX nennt diese Anordnung Octaweb. Alle Triebwerke sind mittels hydraulischer Aktoren schwenkbar, um die Flugrichtung zu steuern. Den Schub gibt SpaceX mit insgesamt 22.819 kN in Meereshöhe und 24.681 kN im Vakuum an; dies entspricht etwa 845 bzw. 914 kN für jedes der 27 Triebwerke. Durch die große Anzahl von Triebwerken soll eine hohe Zuverlässigkeit erreicht werden, weil es in den meisten Fällen möglich sein soll, den Ausfall eines oder mehrerer Triebwerke zu kompensieren. Zudem können durch Serienproduktion in hohen Stückzahlen Design- und Herstellungsfehler schneller erkannt und korrigiert werden.
Beim Start zünden alle 27 Triebwerke gleichzeitig; zwei Sekunden später werden die Festhalteklammern der Startvorrichtung gelöst und die Rakete hebt ab. Für den weiteren Verlauf war ursprünglich geplant, die Erststufe mit Treibstoff von den Boostern zu versorgen (propellant crossfeed), sodass zuerst der Treibstoff der Booster aufgebraucht wird und diese zur Gewichtsersparnis möglichst früh abgeworfen werden können. Diese technisch komplizierte Lösung wurde jedoch verworfen. Stattdessen wird kurz nach dem Start der Schub der Erststufe reduziert, während die beiden Booster zunächst mit voller Leistung arbeiten. Um den Zeitpunkt der maximalen aerodynamischen Belastung (Max-Q) herum und kurz vor dem Abtrennen der Booster wird deren Leistung ebenfalls reduziert.

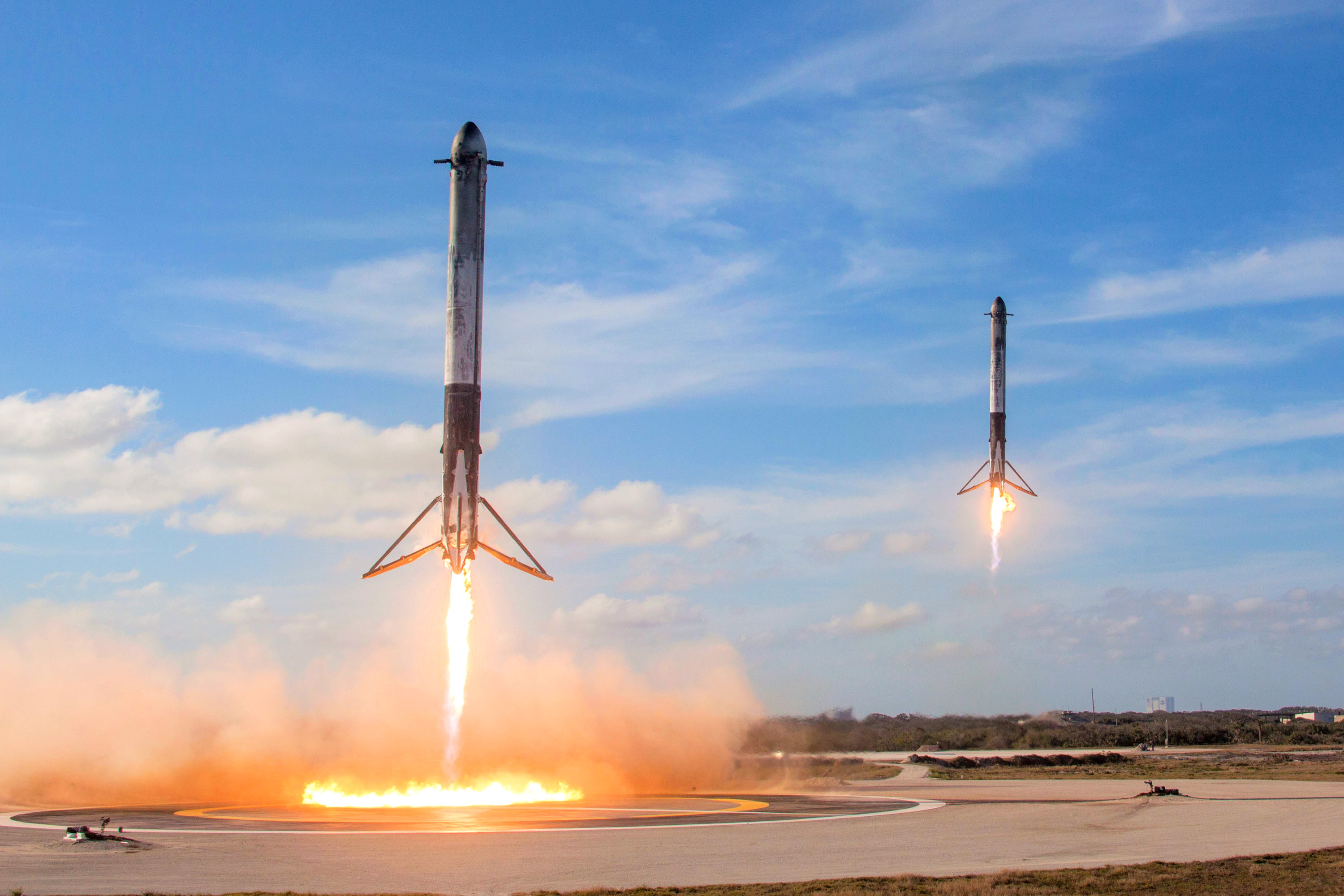
Landung der beiden Booster am 6. Februar 2018

Im Falle einer wiederverwendbaren Konfiguration werden die Booster etwa 150 Sekunden nach dem Abheben abgetrennt, kehren selbstständig in die Nähe des Startplatzes zurück und landen dort auf ihren vier ausklappbaren Beinen. Nach ungefähr einer weiteren Minute trennt sich die Erst- von der Zweitstufe und landet anschließend auf einem der Drohnenschiffe im Ozean. Wie bei der Falcon 9 werden dazu die Triebwerke jeweils dreimal gezündet – zunächst zum Abbremsen und ggf. zur Umkehr der Flugrichtung (boostback burn) und dann zum erneuten Abbremsen beim Wiedereintritt in die Atmosphäre (reentry burn); Letzteres verhindert Überhitzung und strukturelle Überlastung durch atmosphärische Reibung. Schließlich brennen nochmals 1–3 Triebwerke während des letzten Flugabschnitts (landing burn) bis zum weichen Aufsetzen auf dem Landeplatz. Während des gesamten Vorgangs wird die Fluglage durch stickstoffbetriebene Kaltgastriebwerke (nitrogen thrusters, ugs. „Steuerdüsen“) gesteuert, beim Abstieg durch die Atmosphäre zusätzlich auch durch vier Gitterflossen (grid fins) aus Titan. Die Gitterflossen der Booster wurden gegenüber der Falcon 9 verändert, weil die Booster mit einer konischen Abdeckung versehen sind, die ihre Aerodynamik beeinflusst.
In der nicht wiederverwendbaren Variante entfallen die Gitterflossen und Landebeine. Eine dritte Möglichkeit ist die teilweise Wiederverwendung; hierbei landen nur die beiden Seitenbooster, entweder an Land oder auf zwei Drohnenschiffen.
Je weniger Treibstoff und Material für Landungen mitgeführt werden muss, desto höher ist die erreichbare Endgeschwindigkeit und damit die Transportleistung der Rakete. Am ungünstigsten ist die Landung an Land; der Rückflug dorthin benötigt relativ viel Treibstoff.

### Zwischenstufe
Oben auf der ersten Stufe ist die Zwischenstufe (interstage) fest montiert. Sie verbindet die beiden Stufen und umhüllt die Triebwerksdüse der Zweitstufe. Die Zwischenstufe besteht hauptsächlich aus einer Röhre aus kohlenstofffaserverstärktem Kunststoff in Aluminiumwabenkern-Sandwichbauweise. Auch die Zwischenstufe wurde bei der Falcon Heavy verstärkt.

### Zweite Stufe und Nutzlastsektion
Die zweite Stufe der Falcon Heavy war beim ersten gebauten Exemplar identisch mit der Zweitstufe der Falcon 9. Sie verfügt über ein Merlin-1D-Vakuumtriebwerk (kurz MVac-D), das sich von den 27 Triebwerken an der Unterseite der Rakete durch eine größere Ausströmdüse unterscheidet. Für die kommerziell angebotene Falcon Heavy gibt SpaceX eine Triebwerksleistung von 981 kN (vormals 934 kN) und eine Brenndauer von bis zu 397 Sekunden an. Diese kann durch Abschalten und Neuzünden des Triebwerks in zwei oder mehr Abschnitte unterteilt werden, um komplexe Bahnmanöver zu fliegen.
Anfangs wurde angestrebt, auch die zweite Stufe wiederverwendbar zu gestalten. Später wurde dieser Plan zunächst aufgegeben; dann wurde für 2018 ein Landeversuch mit der zweiten Stufe im Meer angekündigt, der aber nicht stattfand.
Auf der zweiten Stufe wird mit einem Adapter die Nutzlast angebracht, welche von einer zweiteiligen Verkleidung (fairing) aus kohlenstofffaserverstärktem Kunststoff umhüllt und geschützt wird. Wegen der erheblichen Herstellkosten von je 6 Mio. US-Dollar arbeitete SpaceX bereits seit Mitte der 2010er Jahre daran, auch die Nutzlastverkleidung wiederverwenden zu können. Sie wurde mit einem eigenen Steuerungssystem mit Kaltgastriebwerken und mit einem lenkbaren Fallschirm versehen. Spezialschiffe bergen sie nach einer Wasserung aus dem Meer. Die erste Wiederverwendung in der Raumfahrtgeschichte gelang SpaceX im November 2019 mit einer Verkleidungshälfte, die zuvor beim Start des Satelliten Arabsat-6A mit einer Falcon Heavy eingesetzt worden war. Bis Anfang 2021 wurde auch versucht, die Verkleidungshälften mit den Schiffen GO Ms. Tree und GO Ms. Chief direkt aus der Luft in einem großen Netz aufzufangen.
Für größere Nutzlasten ist eine verlängerte Variante der Nutzlastverkleidung in Entwicklung. Denkbar wäre auch eine Erhöhung der Transportleistung durch Verlängerung der zweiten Stufe, insbesondere falls sich die Fertigstellung des Nachfolgemodells Starship und Super Heavy verzögern sollte.

### Technische Daten
| Höhe                            | 70 m           |                                                                                      | Schub Erststufe + Booster                                                            | 22.819–24.681 kN |
| Durchmesser (einer Stufe)       | 3,66 m         | Schub Zweitstufe                                                                     | 934 kN                                                                               |                  |
| Durchmesser Nutzlastverkleidung | 5,2 m          | max. Nutzlast LEO1                                                                   | 63.800 kg                                                                            |                  |
| Breite an der Basis             | 12,2 m         | max. Nutzlast GTO1                                                                   | 26.700 kg                                                                            |                  |
| Maximale Startmasse             | 1.421 t        | max. Nutzlast Mars                                                                   | 16.800 kg                                                                            |                  |
| Treibstoff (alle Stufen)        | RP-1           | max. Nutzlast Pluto2                                                                 | 3.500 kg                                                                             |                  |
| Oxidator (alle Stufen)          | fl. Sauerstoff | 1 Ab Cape Canaveral mit 28,5° Bahnneigung 2 Im direkten Anflug ohne Swing-by-Manöver | 1 Ab Cape Canaveral mit 28,5° Bahnneigung 2 Im direkten Anflug ohne Swing-by-Manöver |                  |
| Druckmittel                     | Helium         | 1 Ab Cape Canaveral mit 28,5° Bahnneigung 2 Im direkten Anflug ohne Swing-by-Manöver | 1 Ab Cape Canaveral mit 28,5° Bahnneigung 2 Im direkten Anflug ohne Swing-by-Manöver |                  |

## Preisgestaltung
Der Preis für die Buchung eines Falcon-Heavy-Starts lag im Jahr 2011 bei 80–125 Millionen US-Dollar und stieg bis 2018 auf 90–150 Millionen US-Dollar. Damit lag er um etwa 50 % über dem für die Falcon 9, bei fast dreifacher Leistung. Der Grund für den unterproportionalen Preiszuwachs liegt im höheren Anteil wiederverwendbarer Komponenten.
Für den Transport von bis zu 8 Tonnen Nutzlast in eine geostationäre Transferbahn gab SpaceX von 2013 bis 2019 auf der Firmenwebsite einen Preis von 90 Mio. US-Dollar an. Ungefähr 95 Mio. US-Dollar soll der Start laut Elon Musk kosten, wenn die beiden Booster auf je einem Autonomous spaceport drone ship landen und die zentrale Erststufe nicht wiederverwendet wird. Die maximale Nutzlast soll in dieser Konfiguration etwa 10 % niedriger sein als bei einer Einwegnutzung der Booster.
Den Startpreis für eine komplett nicht wiederverwendbare Falcon Heavy, die die volle Transportkapazität bietet, gab Elon Musk mit 150 Millionen US-Dollar an.
Die Falcon Heavy ist beziehungsweise war damit weitaus günstiger als die 2024 ausgemusterte zweitstärkste kommerzielle Trägerrakete, die Delta IV Heavy mit etwa 400 Mio. US-Dollar pro Start. Für die Beförderung der größtmöglichen Nutzlast in eine niedrige Erdumlaufbahn ergeben sich mit Stand 2018 rein rechnerisch etwa 2.350 Dollar pro kg mit der Falcon Heavy im Vergleich zu 13.900 Dollar/kg mit der Delta IV Heavy und 2.720 Dollar/kg mit der Falcon 9. Die Falcon Heavy ist oder war in dieser Hinsicht die preiswerteste Rakete auf dem Markt. Die in Entwicklung befindliche SpaceX-Rakete Starship mit wiederverwendbarer Oberstufe soll nochmals wesentlich kostengünstiger sein.

## Starts

### Abgesagte Starts
Wegen der Verzögerungen bei der Entwicklung der Falcon Heavy entschlossen sich mehrere Kunden, ihre Satelliten mit anderen Raketen zu starten.
Den ersten Auftrag für einen kommerziellen Start der Falcon Heavy erteilte Intelsat im Jahr 2012. Der 6,8 Tonnen schwere Kommunikationssatellit Intelsat 35e sollte in eine geostationäre Transferbahn abgesetzt werden. Verbesserte Leistungsdaten der Falcon 9 ermöglichten es, die Mission auf Letztere umzubuchen; der Start erfolgte schließlich am 5. Juli 2017 vom Kennedy Space Center Launch Complex 39 unter voller Ausnutzung der Falcon-9-Leistungsreserven.
Inmarsat plante den Start von drei schweren Kommunikationssatelliten mit der Falcon Heavy. Einer davon wurde auf die Falcon 9 umgebucht und fand am 5. Mai 2017 statt, ein weiterer am 28. Juni 2017 mit einer Ariane 5. Auch der 6,4 Tonnen schwere ViaSat-2 startete im Juni 2017 mit einer Ariane 5 anstatt – wie geplant – mit der Falcon Heavy.

### Durchgeführte Starts
Die Falcon Heavy startete bislang elfmal. Alle elf Starts waren in Bezug auf das Missionsziel – das Aussetzen der Nutzlasten in die gewünschten Umlaufbahnen – erfolgreich. Ebenso gelangen alle Landungen der beiden Seitenbooster. Die Erststufe ging bei den ersten drei Flügen verloren; bei den übrigen war keine Landung geplant.
| Lfd. Nr. | Datum (UTC)          | Erststufe, Booster 1 | Startplatz | Missionsbezeichnung Nutzlast                                                 | Art der Nutzlast                                         | Nutzlast in kg 2            | Orbit 3                                                                 |
| 2018     | 2018                 | 2018 | 2018       | 2018                                                                         | 2018                                                     | 2018                        | 2018                                                                    |
| -------- | -------------------- | --- | ---------- | ---------------------------------------------------------------------------- | -------------------------------------------------------- | --------------------------- | ----------------------------------------------------------------------- |
| 1        | 6. Feb. 2018 20:45   | B1033 B1023.2 B1025.2 | KSC LC-39A | Falcon Heavy Demo Tesla Roadster                                             | Elektroauto als Massesimulator                           | ca. 1250                    | elliptische Sonnenumlaufbahn im Bereich von Erd- bis Marsorbit          |
| 1        | 6. Feb. 2018 20:45   | Demonstrationsflug; erfolgreiche Landung beider Seitenbooster auf den Landezonen 1 und 2 der Cape Canaveral Air Force Station; Bruchlandung der Erststufe neben dem Drohnenschiff Of Course I Still Love You im Atlantik, weil zu wenig Zündflüssigkeit (TEA-TEB) vorhanden war und nur eines von drei Triebwerken zündete. (Foto: Der Tesla Roadster mit der Puppe „Starman“ nach dem Start; im Hintergrund die Erde)                                                             |            |                                                                              |                                                          |                             |                                                                         |
| 2019     |                      | |            |                                                                              |                                                          |                             |                                                                         |
| 2        | 11. April 2019 22:35 | B1055 B1052.1 B1053.1 | KSC LC-39A | Arabsat-6A                                                                   | Kommunikationssatellit                                   | 6465                        | hochelliptische geostationäre Transferbahn (GTO), Apogäum ca. 90.000 km |
| 2        | 11. April 2019 22:35 | Erster kommerzieller Start; erster Falcon-Heavy-Start der Raketenversion Block 5 mit 10 % mehr Schub; erfolgreiche Dreifachlandung, wie beim Erstflug auf den Landezonen 1 und 2 und der schwimmenden Plattform Of Course I Still Love You. Wegen starken Seegangs kippte die Erststufe jedoch beim Rücktransport um und zerbrach; nur das untere Drittel konnte geborgen werden. (Foto: Landung der beiden Booster)                                                               |            |                                                                              |                                                          |                             |                                                                         |
| 3        | 25. Juni 2019 06:30  | B1057 B1052.2 B1053.2 | KSC LC-39A | STP-2, ELaNa XV DSX, Formosat 7A–7F, GPIM, OTB 1, 15 weitere Kleinsatelliten | militärische und wissenschaftliche Forschungssatelliten  | 600 6 × 278 180 138 ca. 260 | MEO LEO                                                                 |
| 3        | 25. Juni 2019 06:30  | Bislang komplexester Falcon-Flug mit vier Zündungen des Zweitstufentriebwerks und 20 separaten Nutzlastauswürfen in drei Orbitgruppen. Erfolgreiche Landung beider Seitenbooster auf den Landezonen 1 und 2; Bruchlandung der Erststufe im Meer wegen Triebwerksschaden infolge einer planmäßig extrem hohen Landegeschwindigkeit. Erstmals gelang das Auffangen einer Nutzlastverkleidungshälfte mit dem Spezialschiff GO Ms. Tree. (Foto: Die Falcon Heavy am Tag vor dem Start) |            |                                                                              |                                                          |                             |                                                                         |
| 2022     |                      | |            |                                                                              |                                                          |                             |                                                                         |
| 4        | 1. Nov. 2022 13:41   | B1066 B1064.1 B1065.1 | KSC LC-39A | USSF-44 USA 339, 340, 341 LINUSS1 und 2 LDPE-2                               | Militärsatelliten Technologieerprobung Nutzlasthalterung |                             | geosynchrone Umlaufbahn                                                 |
| 4        | 1. Nov. 2022 13:41   | Erste NSSL-Mission der Falcon Heavy (National Security Space Launch), nachdem mit den drei erfolgreichen Erstflügen die Zulassung dafür erworben wurde. Landung der beiden Booster auf den Landezonen 1 und 2. Eine Landung der Erststufe war nicht geplant, weil die Beschleunigung der Zweitstufe für einen Transport bis in die geosynchrone Umlaufbahn nicht genug Treibstoff übrig ließ. (Foto: USSF-44 kurz nach dem Abheben)                                                |            |                                                                              |                                                          |                             |                                                                         |
| 2023     |                      | |            |                                                                              |                                                          |                             |                                                                         |
| 5        | 15. Jan. 2023 22:56  | B1070 B1064.2 B1065.2 | KSC LC-39A | USSF-67 USA 342 LDPE-3A                                                      | Militärsatellit Nutzlasthalterung                        |                             | geosynchrone Umlaufbahn                                                 |
| 5        | 15. Jan. 2023 22:56  | Zweite NSSL-Mission der Falcon Heavy; planmäßige Landung der Booster auf den Landezonen 1 und 2; eine Landung der Erststufe war nicht geplant. |            |                                                                              |                                                          |                             |                                                                         |
| 6        | 1. Mai 2023 00:26    | B1068 B1052.3 B1053.3 | KSC LC-39A | ViaSat-3 Americas Aurora 4A G-Space 1                                        | Kommunikationssatellit Mehrzwecksatellit                 | 6418 300 22                 | geostationäre Umlaufbahn                                                |
| 6        | 1. Mai 2023 00:26    | Erstmals brachte eine Falcon Heavy ihr Nutzlasten bis in eine geostationäre Umlaufbahn, was zusätzlichen Treibstoff für das Einschwenken auf die Äquatorialbahn und die Anhebung des Perigäums auf eine Kreisbahn erfordert. Erstmals wurde daher auch keine Landung der Booster versucht. |            |                                                                              |                                                          |                             |                                                                         |
| 7        | 29. Juli 2023 03:04  | B1074 B1064.3 B1065.3 | KSC LC-39A | EchoStar 24 (Jupiter 3)                                                      | Kommunikationssatellit                                   | ca. 9200                    | hohe geostationäre Transferbahn, Perigäum 8001 km                       |
| 7        | 29. Juli 2023 03:04  | Bislang schwerster gestarteter geostationärer Satellit; Landung der Falcon-Heavy-Seitenbooster auf den Landezonen 1 und 2 der Cape Canaveral Space Force Station; planmäßig keine Landung der Erststufe, da ihre ganze Leistung für die Beschleunigung des Satelliten benötigt wurde. |            |                                                                              |                                                          |                             |                                                                         |
| 8        | 13. Okt. 2023 14:19  | B1079 B1064.4 B1065.4 | KSC LC-39A | Psyche                                                                       | Asteroidensonde                                          | 2747                        |                                                                         |
| 8        | 13. Okt. 2023 14:19  | Erster Falcon-Heavy-Start für die NASA, die Hauptkundin für diese Rakete. Landung der Booster auf den Landezonen 1 und 2; eine Landung der Erststufe war nicht geplant. Die Sonde wurde in eine Fluchtbahn gestartet. |            |                                                                              |                                                          |                             |                                                                         |
| 9        | 29. Dez. 2023 01:07  | B1084 B1064.5 B1065.5 | KSC LC-39A | X-37B OTV-7                                                                  | Raumgleiter                                              | 6350                        | hochelliptische Umlaufbahn                                              |
| 9        | 29. Dez. 2023 01:07  | Erstmals wurde ein X-37-Raumgleiter in eine hochelliptische statt einer niedrigen Erdumlaufbahn gebracht (etwa 300 × 39.000 km Höhe, ähnlich einer geosynchronen Transferbahn). Die zum fünften Mal eingesetzten beiden Booster landeten wieder auf den Landezonen 1 und 2. |            |                                                                              |                                                          |                             |                                                                         |
| 2024     |                      | |            |                                                                              |                                                          |                             |                                                                         |
| 10       | 25. Juni 2024 21:26  | B1087 B1072.1 B1086.1 | KSC LC-39A | GOES-U                                                                       | Wettersatellit                                           | 5192                        | geostationäre Umlaufbahn                                                |
| 11       | 14. Okt. 2024 16:06  | B1089 B1064.6 B1065.6 | KSC LC-39A | Europa Clipper                                                               | Raumsonde                                                | 6065                        | Fluchtbahn                                                              |
| 11       | 14. Okt. 2024 16:06  | Mit etwa 40.000 km/h erreichte die Zweitstufe die bislang höchste Geschwindigkeit einer Falcon-Rakete. Eine Landung der Seitenbooster oder der Erststufe wurde nicht versucht. (Video: Europa Clipper wird von der Zweitstufe getrennt) |            |                                                                              |                                                          |                             |                                                                         |

### Geplante Starts
| Datum (UTC) frühestens | Erststufe, Booster | Startplatz | Missionsbezeichnung Nutzlast      | Art der Nutzlast                 | Nutzlast in kg 2 | Orbit 3        |
| ---------------------- | ------------------ | ---------- | --------------------------------- | -------------------------------- | ---------------- | -------------- |
| frühestens Herbst 2025 |                    | KSC LC-39A | Griffin Mission One Griffin       | CLPS-Mission Mondlander          |                  | Fluchtbahn     |
| 2026                   |                    | KSC LC-39A | Astrobotic-Mondlander             | Astrobotic-Mondlander            |                  | Fluchtbahn     |
| 2027                   |                    | KSC LC-39A | Nancy Grace Roman Space Telescope | Weltraumteleskop                 |                  |                |
| ca. Ende 2027          |                    | KSC LC-39A | LOP-G HALO LOP-G PPE              | Raumstationmodule                |                  | hoher Erdorbit |
| Juli 2028              |                    | KSC LC-39A | Dragonfly                         | Raumsonde zum Saturnmond Titan   |                  | Fluchtbahn     |
| 2028                   |                    | KSC LC-39A | GLS (Dragon XL)                   | Versorgungsraumschiff            |                  | hoher Erdorbit |
| 2029                   |                    | KSC LC-39A | GLS (Dragon XL) LOP-G GERS        | Versorgungsraumschiff Roboterarm |                  | hoher Erdorbit |
| Datum unveröffentlicht |                    |            |                                   |                                  |                  |                |
| [ 112 ]                |                    | KSC LC-39A | GPS IIIF-3                        |                                  |                  |                |
| [ 112 ]                |                    | KSC LC-39A | NROL-97                           |                                  |                  |                |
| [ 112 ]                |                    | KSC LC-39A | USSF-70                           |                                  |                  |                |
| [ 112 ]                |                    | KSC LC-39A | USSF-75                           |                                  |                  |                |
| [ 112 ]                |                    | KSC LC-39A | USSF-174                          |                                  |                  |                |
| [ 112 ]                |                    | KSC LC-39A | USSF-186                          |                                  |                  |                |

## Vergleich mit anderen Schwerlastraketen
Die folgenden Superschwerlast-Trägerraketen sind derzeit im Einsatz oder in Entwicklung. Eine historische Übersicht gibt die Liste der höchsten Trägerraketennutzlasten.
| Rakete       | Hersteller  | Stufen | Seitenbooster | max. Nutzlast     | max. Nutzlast      | wiederverwendbar                              | bemannte Missionen | orbitaler Erstflug             |
| Rakete       | Hersteller  | Stufen | Seitenbooster | LEO               | GTO                | wiederverwendbar                              | bemannte Missionen | orbitaler Erstflug             |
| ------------ | ----------- | ------ | ------------- | ----------------- | ------------------ | --------------------------------------------- | ------------------ | ------------------------------ |
| Starship     | SpaceX      | 2      | –             | > 250 t > 120 t 1 | > 21 t (> 100 t 2) | vollständig                                   | geplant            | Starlink v3, 2025 (angestrebt) |
| CZ-9         | CALT        | 2–3    | –             | > 150 t > 100 t 1 | > 50 t > 35 t 1    | Erststufe                                     | nicht geplant      | ca. 2033 (angestrebt)          |
| SLS Block 1B | Boeing      | 2      | 2             | > 105 t           | > 42 t             | nein                                          | geplant            | Artemis 4, 2028 (geplant)      |
| SLS Block 1  | Boeing      | 2      | 2             | > 095 t           | > 27 t             | nein                                          | geplant            | Artemis 1, 2022                |
| CZ-10        | CASC        | 3      | 2             | > 070 t           | > 25 t             | nein                                          | geplant            | 2027 (geplant)                 |
| Falcon Heavy | SpaceX      | 2      | 2             | > 064 t > 030 t 1 | > 27 t             | Erststufe, Seitenbooster, Nutzlastverkleidung | nicht geplant      | FH Demo, 2018                  |
| New Glenn    | Blue Origin | 2      | –             | > 045 t 1         | > 13 t 1           | Erststufe                                     | geplant            | 2025                           |